# Награды Санкт-Петербурга
Награды Санкт-Петербурга — награды субъекта Российской Федерации, учреждённые Правительством Санкт-Петербурга согласно Законодательным актам о наградах Санкт-Петербурга.
Наградами исполнительных органов государственной власти Санкт-Петербурга являются:
- высшая награда — звание «Почётный гражданин Санкт-Петербурга»;
- награды Губернатора Санкт-Петербурга;
- награды Правительства Санкт-Петербурга.

Наградами Законодательного Собрания Санкт-Петербурга являются:
- Почётный знак «За безупречную службу Санкт-Петербургу»;
- Почётный знак «За особый вклад в развитие Санкт-Петербурга».

Награды предназначены для поощрения общественных деятелей, работников учреждений и предприятий Санкт-Петербурга, военнослужащих, сотрудников силовых ведомств, а также иных граждан Российской Федерации и граждан иностранных государств, за заслуги перед Санкт-Петербургом.

## Награды исполнительных органов государственной власти Санкт-Петербурга

### Высшая награда
| Изображение награды | Наименование награды                                                                                   | Дата учреждения     | Правила награждения | Источник                                                                   |
| ------------------- | --- | ------------------- | --- | -------------------------------------------------------------------------- |
|                     | Звание «Почётный гражданин Санкт-Петербурга» --- (Знак к званию «Почётный гражданин Санкт-Петербурга») | 29 ноября 1995 года | Звание «Почётный гражданин Санкт-Петербурга» является высшим знаком признательности города лицам, внесшим выдающийся вклад: - в развитие Санкт-Петербурга, повышение его роли и авторитета в России и за рубежом; - в укрепление демократии и защиты прав человека; - в науку, искусство, духовное и нравственное развитие общества. Звание присваивается гражданам Российской Федерации, гражданам других государств, а также лицам без гражданства. Звание «Почётный гражданин Санкт-Петербурга» может быть присвоено как при жизни, так и посмертно. | Закон Санкт-Петербурга "О звании «Почётный гражданин Санкт-Петербурга» --- |

### Награды Губернатора Санкт-Петербурга
| Изображение награды | Наименование награды                               | Дата учреждения     | Правила награждения | Источник |
| ------------------- | -------------------------------------------------- | ------------------- | --- | --- |
|                     | Почётный знак «Честь и слава Санкт-Петербурга»     | 18 июня 2019 года   | Почётный знак «Честь и слава Санкт-Петербурга» является высшей наградой Губернатора Санкт-Петербурга — высшего должностного лица Санкт-Петербурга. Почётным знаком награждаются граждане Российской Федерации, иностранные граждане и лица без гражданства за выдающиеся заслуги в области экономики, науки, образования, охраны здоровья, культуры, искусства и иных областях, способствующие процветанию, величию и славе Санкт-Петербурга в Российской Федерации и за рубежом. При решении вопроса о награждении Почётным знаком учитываются: - наличие государственных наград Российской Федерации, СССР, наград Правительства Российской Федерации, ведомственных наград, наград в Санкт-Петербурге; - значимость заслуг перед Санкт-Петербургом; - рекомендации почётных граждан Санкт-Петербурга, предприятий, учреждений, иных организаций, расположенных на территории Санкт-Петербурга, государственных органов Санкт-Петербурга о награждении представляемого лица; - высокие морально-нравственные качества лица, представляемого к награждению. Устанавливается ежегодное количество граждан, награждённых Почётным знаком, не более трех. | Постановление Губернатора Санкт-Петербурга от 18 июня 2019 года № 35-пг «О почётном знаке "Честь и слава Санкт-Петербурга"» --- Постановление Губернатора Санкт-Петербурга от 12 июля 2022 года № 53-пг «О наградах Губернатора Санкт-Петербурга» |
|                     | Почётный знак «За заслуги перед Санкт-Петербургом» | 28 апреля 2004 года | Награждаются граждане Российской Федерации, иностранные граждане и лица без гражданства: - за выдающиеся заслуги перед Санкт-Петербургом в области экономики, науки, культуры, искусства, образования, охраны здоровья, просвещения, социального, духовного и нравственного воспитания жителей Санкт-Петербурга; - за значительный вклад в развитие Санкт-Петербурга, многолетнюю плодотворную деятельность, направленную на процветание города и повышение благосостояния жителей Санкт-Петербурга, активное содействие развитию взаимовыгодного сотрудничества с субъектами Российской Федерации и дружественных отношений с иностранными государствами; - за иные особые заслуги перед Санкт-Петербургом и жителями города. К награждению почетным знаком «За заслуги перед Санкт-Петербургом» представляются, как правило, граждане, награждённые знаком отличия «За заслуги перед Санкт-Петербургом». | Почетный знак «За заслуги перед Санкт-Петербургом» и знак отличия «За заслуги перед Санкт-Петербургом» --- |
|                     | Знак отличия «За заслуги перед Санкт-Петербургом»  | 28 апреля 2004 года | Награждаются граждане Российской Федерации, иностранные граждане и лица без гражданства: - за многолетний труд и высокие достижения в государственной, научной, творческой, производственной и иной деятельности на благо Санкт-Петербурга; - за осуществление деятельности, способствующей социально-экономическому, научно-техническому и культурному развитию Санкт-Петербурга, повышению уровня жизни его жителей; - за активное содействие развитию взаимовыгодного сотрудничества с субъектами Российской Федерации и дружественных отношений с иностранными государствами; - за благотворительную деятельность в интересах Санкт-Петербурга и его жителей. К награждению знаком отличия «За заслуги перед Санкт-Петербургом» представляются, как правило граждане, безупречно проработавшие в организациях, учреждениях и на предприятиях, расположенных на территории Санкт-Петербурга, не менее 10 лет, внесшие значительный вклад в развитие города. | Почетный знак «За заслуги перед Санкт-Петербургом» и знак отличия «За заслуги перед Санкт-Петербургом» --- |
|                     | Знак отличия «За доблесть в спасении»              | 11 июня 2020 года   | Знак отличия «За доблесть в спасении» является наградой Губернатора Санкт-Петербурга за получившие признание в Санкт-Петербурге выдающиеся заслуги медицинских работников, спасателей и иных лиц, проявивших мужество и самоотверженность при исполнении служебного или гражданского долга по спасению жизни и сохранению здоровья людей на территории Санкт-Петербурга в условиях, сопряженных с риском для жизни. К награждению знаком отличия представляются граждане Российской Федерации, иностранные граждане и лица без гражданства. Знак отличия не имеет степеней. Награждение знаком отличия может быть произведено посмертно. Гражданину, награждённому знаком отличия, одновременно с вручением знака отличия вручается удостоверение к знаку отличия установленной формы. | Постановление Губернатора Санкт-Петербурга от 11 июня 2020 года № 55-пг «О знаке отличия "За доблесть в спасении"» --- Постановление Губернатора Санкт-Петербурга от 12 июля 2022 года № 53-пг «О наградах Губернатора Санкт-Петербурга» ---      |
|                     | Памятный знак «350 лет Петру Великому»             | 20 мая 2022 года    | Памятный знак «350 лет Петру Великому» является формой поощрения граждан Российской Федерации, иностранных граждан и лиц без гражданства Губернатором Санкт-Петербурга за высокие достижения в профессиональной или общественной деятельности и в связи с празднованием 350-летия со дня рождения Петра Великого. При присуждении знака учитываются: - наличие государственных наград Российской Федерации, СССР, наград Правительства Российской Федерации, ведомственных наград, наград, учреждённых в субъектах Российской Федерации; - значимость заслуг; - рекомендации почётных граждан Санкт-Петербурга, предприятий, учреждений, иных организаций, расположенных на территории Санкт-Петербурга, государственных органов Санкт-Петербурга о поощрении гражданина; - высокие морально-нравственные качества гражданина, представляемого к поощрению. | Постановление Губернатора Санкт-Петербурга от 20 мая 2022 года № 30-пг «О памятном знаке "350 лет Петру Великому"» --- |
|                     | Почётная грамота Губернатора Санкт-Петербурга      | 25 мая 2012 года    | Форма поощрения за заслуги в содействии социально-экономическому и культурному развитию Санкт-Петербурга, осуществлению эффективной деятельности государственных органов и органов местного самоуправления внутригородских муниципальных образований Санкт-Петербурга, осуществлению мер по обеспечению законности, защиты прав и свобод граждан. Грамотой награждаются граждане Российской Федерации, иностранные граждане, лица без гражданства, а также организации, которым была объявлена Благодарность Губернатора Санкт-Петербурга. | Почетная грамота Губернатора Санкт-Петербурга и Благодарность Губернатора Санкт-Петербурга |
|                     | Благодарность Губернатора Санкт-Петербурга         | 25 мая 2012 года    | Форма поощрения за заслуги в научно-исследовательской, хозяйственной, общественной и благотворительной деятельности, направленной на улучшение условий жизни петербуржцев, достижения в подготовке квалифицированных кадров, многолетнюю безупречную работу. Благодарность объявляется гражданам Российской Федерации, иностранным гражданам, лицам без гражданства, а также организациям, с учётом наличия Почетной грамоты исполнительного органа государственной власти Санкт-Петербурга. | Почетная грамота Губернатора Санкт-Петербурга и Благодарность Губернатора Санкт-Петербурга |

### Почётные знаки и звания Правительства Санкт-Петербурга
| Изображение награды | Наименование награды | Дата учреждения      | Правила награждения | Источник |
| ------------------- | --- | -------------------- | --- | --- |
|                     | Знак «Жителю блокадного Ленинграда» | 23 января 1989 года  | Знак «Жителю блокадного Ленинграда» вручается проживавшим не менее 4-х месяцев в Ленинграде в период блокады (с 8 сентября 1941 года по 27 января 1944 года) детям до семи лет, школьникам, учащимся школ ФЗО, ремесленных училищ и техникумов, студентам и другим гражданам, не награждённым медалью «За оборону Ленинграда». В соответствии с федеральным законом «О ветеранах», лица, награждённые знаком «Жителю блокадного Ленинграда», относятся к ветеранам Великой Отечественной войны 1941—1945 годов. | Решение Ленгорисполкома от 23 января 1989 года № 5 "Об учреждении знака «Жителю блокадного Ленинграда» Проект Закона Санкт-Петербурга "О вручении знака «Жителю блокадного Ленинграда» (2003 год)                                                                                    |
|                     | Нагрудный знак «Строителю Санкт-Петербурга» | 24 июля 2006 года    | Нагрудный знак «Строителю Санкт-Петербурга» является формой признания заслуг в сфере строительства и развития строительной отрасли в Санкт-Петербурге. Нагрудным знаком награждаются граждане Российской Федерации, иностранные граждане и лица без гражданства за плодотворную работу в Санкт-Петербурге в области строительства. Награждение нагрудным знаком производится на основании постановления Правительства Санкт-Петербурга по представлению вице-губернатора Санкт-Петербурга, координирующего и контролирующего деятельность Комитета по строительству. | Постановление Правительства Санкт-Петербурга от 24 июля 2006 года № 900 "О нагрудном знаке «Строителю Санкт-Петербурга» --- |
|                     | Нагрудный знак «За гуманизацию школы Санкт-Петербурга»                                                                                           | 29 июня 2010 года    | Награждение наградой Правительства Санкт-Петербурга — нагрудным знаком «За гуманизацию школы Санкт-Петербурга» и присуждение соответствующей премии являются формой признания заслуг граждан Российской Федерации, внесших выдающийся вклад в развитие системы образования Санкт-Петербурга, повышение роли и авторитета образования Санкт-Петербурга в Российской Федерации и на международном уровне, укрепление демократизации и защиту прав детей, духовное и нравственное развитие подрастающего поколения. Награждение нагрудным знаком с присуждением премии осуществляется по двум номинациям: - «За вклад в развитие художественного и музыкального образования в Санкт-Петербурге»; - «За вклад в развитие воспитания и образования в Санкт-Петербурге». | Постановление Правительства Санкт-Петербурга от 29 июня 2010 года № 835 "Об учреждении награды Правительства Санкт-Петербурга — нагрудного знака «За гуманизацию школы Санкт-Петербурга» и соответствующей премии ---                                                                |
|                     | Почётный знак «Почётный донор Санкт-Петербурга»                                                                                                  | 8 февраля 2018 года  | Награждение наградой Правительства Санкт-Петербурга — почётным знаком «Почётный донор Санкт-Петербурга» является формой признания вклада доноров, являющихся жителями Санкт-Петербурга, в развитие добровольного и безвозмездного донорства крови или её компонентов в Санкт-Петербурге. Почётным знаком награждаются доноры, безвозмездно сдавшие кровь или её компоненты в медицинских организациях государственной системы здравоохранения Санкт-Петербурга, осуществляющих деятельность по заготовке донорской крови и её компонентов: - сдавшие безвозмездно кровь или её компоненты (за исключением плазмы крови) от 20 до 40 раз; - либо кровь или её компоненты от 10 до 25 раз и плазму крови в общем количестве крови или её компонентов и плазмы крови от 20 до 40 раз; - либо кровь или её компоненты менее 10 раз и плазму крови в общем количестве крови или её компонентов и плазмы крови от 30 до 60 раз; - либо плазму крови от 30 до 60 раз. Награждение почётным знаком производится на основании распоряжения Комитета по здравоохранению по именному списку доноров, представляемых к награждению почётным знаком, по форме, установленной Комитетом по здравоохранению, представленному Санкт-Петербургским государственным казённым учреждением здравоохранения «Городская станция переливания крови». | Постановление Правительства Санкт-Петербурга от 8 февраля 2018 года № 77 "О награде Правительства Санкт-Петербурга — почётном знаке «Почётный донор Санкт-Петербурга»" --- |
|                     | Знак отличия «За вклад в дело увековечения памяти погибших при защите Отечества»                                                                 | 17 февраля 2022 года | Награда Правительства Санкт-Петербурга — знак отличия «За вклад в дело увековечения памяти погибших при защите Отечества» — форма поощрения Правительства Санкт-Петербурга за получившие признание в Санкт-Петербурге выдающиеся заслуги в сфере увековечения памяти погибших при защите Отечества. Претендентами на награждение знаком отличия могут быть граждане Российской Федерации, иностранные граждане, лица без гражданства при условии, что ими на территории Санкт-Петербурга на протяжении не менее трех лет осуществляется деятельность, предусмотренная в статье 2 Закона Российской Федерации «Об увековечении памяти погибших при защите Отечества». Ежегодно присуждается не более 10 знаков отличия. Знак отличия присуждается ежегодно в 10 номинациях, утверждаемых Комитетом по молодежной политике и взаимодействию с общественными организациями, на основании решения Комиссии по присуждению награды Правительства Санкт-Петербурга. | Постановление Правительства Санкт-Петербурга от 17 февраля 2022 года № 128 "Об учреждении награды Правительства Санкт-Петербурга — знака отличия «За вклад в дело увековечения памяти погибших при защите Отечества»" ---                                                            |
|                     | Почётный знак «Нагрудный знак Губернатора Санкт-Петербурга «За милосердие»                                                                       | 30 декабря 2004 года | Награждение наградой Правительства Санкт-Петербурга — Почётным знаком "Нагрудный знак Губернатора Санкт-Петербурга «За милосердие» является формой признания особых заслуг в деле профилактики бездомности в Санкт-Петербурге. Почётным знаком награждаются граждане Российской Федерации, иностранные граждане и лица без гражданства: - за активную помощь социальным учреждениям в обеспечении трудового и бытового устройства лиц без определённого места жительства; - за проведение и оказание содействия в осуществлении мероприятий по социальной адаптации граждан, освобождённых из мест лишения свободы, утративших социально полезные связи, к условиям жизни в обществе; - за разработку и реализацию программ поддержки социально незащищенных граждан. | Постановление Правительства Санкт-Петербурга от 30 декабря 2004 года № 2089 "О награде Правительства Санкт-Петербурга — почётном знаке "Нагрудный знак Губернатора Санкт-Петербурга «За милосердие»                                                                                  |
|                     | Почётный знак «Почётный работник жилищно-коммунального хозяйства Санкт-Петербурга»                                                               | 24 декабря 2020 года | Награда Правительства Санкт-Петербурга — почётный знак «Почётный работник жилищно-коммунального хозяйства Санкт-Петербурга» является формой поощрения за получившие признание в Санкт-Петербурге выдающиеся заслуги в сфере жилищно-коммунального хозяйства перед Санкт-Петербургом и его жителями. Наградой награждаются граждане Российской Федерации, иностранные граждане и лица без гражданства. Требования к гражданам, представляемым к награждению: - Опыт работы в сфере жилищно-коммунального хозяйства в Санкт-Петербурге не менее 15 лет. - Соответствие гражданина критериям отбора на присуждение награды Правительства Санкт-Петербурга — почётного знака «Почётный работник жилищно-коммунального хозяйства Санкт-Петербурга», перечень которых утверждается Жилищным комитетом. Ежегодно присуждается не более пяти наград и удостоверений к наградам. | Постановление Правительства Санкт-Петербурга от 24 декабря 2020 года № 1189 "Об учреждении награды Правительства Санкт-Петербурга — почётного знака «Почётный работник жилищно-коммунального хозяйства Санкт-Петербурга»"                                                            |
|                     | Почётный знак «За заботу о красоте города» | 14 июля 2004 года    | Награда Правительства Санкт-Петербурга — почётный знак «За заботу о красоте города» является формой признания особых заслуг граждан Российской Федерации, иностранных граждан и лиц без гражданства, наиболее отличившихся в деятельности, направленной на развитие благоустройства Санкт-Петербурга. Награждение производится на основании постановления Правительства Санкт-Петербурга по представлению Комитета по благоустройству Санкт-Петербурга. Гражданам, награждённым почётным знаком, вручаются удостоверения. Повторное награждение граждан почётным знаком не производится. | Постановление Правительства Санкт-Петербурга от 14 июля 2004 года № 1298 "О награде Правительства Санкт-Петербурга — почётном знаке «За заботу о красоте города» |
|                     | Нагрудный знак «Лучший работник торговли и услуг в Санкт-Петербурге» --- (Почётное звание «Лучший работник торговли и услуг в Санкт-Петербурге») | 6 ноября 2008 года   | Почётное звание «Лучший работник торговли и услуг в Санкт-Петербурге» является знаком признательности работникам торговли, общественного питания, бытового обслуживания, внесшим значительный вклад в развитие потребительского рынка Санкт-Петербурга. Почётное звание присваивается гражданам Российской Федерации, проживающим в Санкт-Петербурге: - за многолетнюю работу в сфере торговли, общественного питания, бытового обслуживания в Санкт-Петербурге не менее 15 лет; - победителям ежегодного конкурса профессионального мастерства на звание «Лучший по профессии» в сфере потребительского рынка Санкт-Петербурга. Присвоение почётного звания, вручение нагрудного знака к почётному званию «Лучший работник торговли и услуг в Санкт-Петербурге» и удостоверения к нему производится в торжественной обстановке Губернатором Санкт-Петербурга или уполномоченным им лицом. | Постановление Правительства Санкт-Петербурга от 6 ноября 2008 года № 1383 "О почётном звании «Лучший работник торговли и услуг в Санкт-Петербурге» --- |
|                     | Почётный знак «Почётный реставратор Санкт-Петербурга» I степени                                                                                  | 7 марта 2008 года    | Почётный знак «Почётный реставратор Санкт-Петербурга» и премия «За вклад в развитие реставрационной отрасли в Санкт-Петербурге» является формой признания заслуг в области реставрации и развития реставрационной отрасли в Санкт-Петербурге граждан Российской Федерации. Знак имеет 3 степени. Почётным знаком «Почётный реставратор Санкт-Петербурга» I степени награждаются граждане: - за деятельность в области реставрации и развития реставрационной отрасли в Санкт-Петербурге не менее тридцати лет; - за участие в реставрации объектов культурного наследия, относящихся к числу особо ценных объектов культурного наследия. | Почётный знак «Почётный реставратор Санкт-Петербурга» и премия Правительства Санкт-Петербурга «За вклад в развитие реставрационной отрасли в Санкт-Петербурге» --- |
|                     | Почётный знак «Почётный реставратор Санкт-Петербурга» II степени                                                                                 | 7 марта 2008 года    | Почётным знаком «Почётный реставратор Санкт-Петербурга» II степени награждаются граждане: - за деятельность в области реставрации и развития реставрационной отрасли в Санкт-Петербурге не менее двадцати лет; - за участие в реставрации объектов культурного наследия федерального значения, объектов культурного наследия регионального значения. | Почётный знак «Почётный реставратор Санкт-Петербурга» и премия Правительства Санкт-Петербурга «За вклад в развитие реставрационной отрасли в Санкт-Петербурге» --- |
|                     | Почётный знак «Почётный реставратор Санкт-Петербурга» III степени                                                                                | 7 марта 2008 года    | Почётным знаком «Почётный реставратор Санкт-Петербурга» III степени награждаются граждане: - за деятельность в области реставрации и развития реставрационной отрасли в Санкт-Петербурге не менее пяти лет; - за участие в реставрации выявленных объектов культурного наследия; - за активную помощь проведению ремонтно-реставрационных работ на объектах культурного наследия федерального, регионального значения, выявленных объектах культурного наследия. | Почётный знак «Почётный реставратор Санкт-Петербурга» и премия Правительства Санкт-Петербурга «За вклад в развитие реставрационной отрасли в Санкт-Петербурге» --- |
|                     | Знак отличия «За вклад в развитие добровольческой (волонтерской) деятельности в Санкт-Петербурге»                                                | 8 ноября 2018 года   | Награда Правительства Санкт-Петербурга — знак отличия «За вклад в развитие добровольческой (волонтерской) деятельности в Санкт-Петербурге» является формой поощрения за получившие признание в Санкт-Петербурге выдающиеся заслуги в добровольческой (волонтерской) деятельности перед Санкт-Петербургом и его жителями. Претендентами на награждение знаком отличия могут быть граждане Российской Федерации и иностранные граждане при условии, что их добровольческая (волонтерская) деятельность осуществляется на территории Санкт-Петербурга не менее двух лет. Ежегодно присуждается не более 10 знаков отличия и удостоверений к знаку отличия. Знак отличия не имеет степеней. Повторное награждение знаком отличия, а также награждение знаком отличия посмертно не производится. Ношение знака отличия не предусмотрено. | Постановление Правительства Санкт-Петербурга от 8 ноября 2018 года № 868 "Об учреждении награды Правительства Санкт-Петербурга — знака отличия «За вклад в развитие добровольческой (волонтерской) деятельности в Санкт-Петербурге»"                                                 |
|                     | Нагрудный знак «За заслуги в воспитании детей» I степени                                                                                         | 10 мая 2011 года     | К присуждению почётного звания Санкт-Петербурга «За заслуги в воспитании детей» представляются семьи, в которых (по достижении младшим ребёнком возраста трёх лет): - отец и мать состоят в заключённом браке, совместно проживают и ведут общее хозяйство, являются гражданами Российской Федерации, имеют место жительства в Санкт-Петербурге не менее пяти лет; - единственный родитель является гражданином Российской Федерации, имеет место жительства в Санкт-Петербурге не менее пяти лет и имеет статус одинокой матери, одинокого отца; - один родитель является гражданином Российской Федерации, имеет место жительства в Санкт-Петербурге не менее пяти лет, а второй родитель умер, признан судом безвестно отсутствующим (умершим), лишен родительских прав (ограничен в родительских правах); - один родитель является гражданином Российской Федерации, имеет место жительства в Санкт-Петербурге не менее пяти лет, а решение суда (судебный приказ) о взыскании алиментов либо соглашение об уплате алиментов на этих детей вторым родителем не исполняется. Почётное звание имеет три степени: - I степень — за достойное воспитание десяти и более рождённых и(или) усыновлённых детей; - II степень — за достойное воспитание семи, восьми или девяти рождённых и(или) усыновлённых детей; - III степень — за достойное воспитание пяти или шести рождённых и(или) усыновлённых детей. Гражданам, которым присвоено почётное звание выплачивается единовременная премия (на семью), вручается удостоверение и нагрудный знак (каждому). | Закон Санкт-Петербурга от 10 мая 2011 года № 176-49 "О почётном звании Санкт-Петербурга «За заслуги в воспитании детей» и премии Санкт-Петербурга «За заслуги в воспитании детей» ---                                                                                                |
|                     | Нагрудный знак «За заслуги в воспитании детей» II степени                                                                                        | 10 мая 2011 года     | См. «Правила награждения нагрудным знаком к почётному званию Санкт-Петербурга „За заслуги в воспитании детей“ I степени». | Закон Санкт-Петербурга от 10 мая 2011 года № 176-49 "О почётном звании Санкт-Петербурга «За заслуги в воспитании детей» и премии Санкт-Петербурга «За заслуги в воспитании детей» |
|                     | Нагрудный знак «За заслуги в воспитании детей» III степени                                                                                       | 10 мая 2011 года     | См. «Правила награждения нагрудным знаком к почётному званию Санкт-Петербурга „За заслуги в воспитании детей“ I степени». | Закон Санкт-Петербурга от 10 мая 2011 года № 176-49 "О почётном звании Санкт-Петербурга «За заслуги в воспитании детей» и премии Санкт-Петербурга «За заслуги в воспитании детей» |
|                     | Нагрудный знак «За заслуги в развитии физической культуры и спорта Санкт-Петербурга»                                                             | 20 декабря 2004 года | Награждение нагрудным знаком «За заслуги в развитии физической культуры и спорта Санкт-Петербурга» и присуждение соответствующей премии является формой признания особых заслуг в сфере физической культуры и спорта, деле укрепления позитивного имиджа физической культуры и спорта, здорового образа жизни и авторитета Санкт-Петербурга в России и за рубежом. Нагрудным знаком награждаются и премия присуждается гражданам Российской Федерации: - за разработку и внедрение программ обучения различным видам спорта среди детей, подростков, детей и подростков с проблемами в развитии; - за разработку и внедрение программ обучения различным видам спорта среди детей, подростков, детей и подростков с проблемами в развитии; - за подготовку чемпионов и призёров чемпионатов и первенств мира, Европы, России по олимпийским и неолимпийским видам спорта среди учащихся, студентов образовательных учреждений, воспитанников ДЮСШ, СДЮШОР, УОР, ШВСМ Санкт-Петербурга; - за организацию учебно-тренировочного и методического процесса обучения в общеобразовательных школах и ГУДО; - за информационную и издательскую деятельность по пропаганде физической культуры и спорта в Санкт-Петербурге; - за высокие спортивные результаты на официальных соревнованиях мирового, европейского, всероссийского и городского уровней среди ветеранов спорта; - за активную помощь и финансовую поддержку спортсменам и командам по игровым видам спорта; - за врачебный контроль и новые прогрессивные методы в области спортивной медицины; - за разработку новых научных проектов в области физической культуры и спорта; - за организацию и проведение крупных спортивно-массовых мероприятий; - за активное участие в строительстве и реконструкции спортивных объектов Санкт-Петербурга. | Постановление Правительства Санкт-Петербурга от 20 декабря 2004 года № 2016 "О нагрудном знаке «За заслуги в развитии физической культуры и спорта Санкт-Петербурга» и премии Правительства Санкт-Петербурга «За вклад в развитие физической культуры и спорта Санкт-Петербурга» --- |
|                     | Почётный знак «Лучший в спорте Санкт-Петербурга»                                                                                                 | 23 мая 2005 года     | Награда Правительства Санкт-Петербурга — почётный знак «Лучший в спорте Санкт-Петербурга» является знаком признательности спортсменов, не менее двух лет представлявших Санкт-Петербург на официальных международных спортивных соревнованиях, соревнованиях по адаптивным видам спорта и занявших на этих соревнованиях призовые (первое-третье) места, и тренеров, проработавших в Санкт-Петербурге не менее двух лет и воспитавших спортсменов, достигших на официальных международных спортивных соревнованиях, соревнованиях по адаптивным видам спорта высоких спортивных результатов, занявших призовые (первое-третье) места. Ежегодно вручается 20 почётных знаков, 10 спортсменам и 10 тренерам. | Постановление Правительства Санкт-Петербурга от 23 мая 2005 года № 727 "О награде Правительства Санкт-Петербурга — почётном знаке «Лучший в спорте Санкт-Петербурга» |
|                     | Почётный знак «Ветеран спорта Санкт-Петербурга»                                                                                                  | 2003 год             | Почётный знак «Ветеран спорта Санкт-Петербурга» является поощрением за активную общественную деятельность по пропаганде и развитию физкультурного движения в городе Санкт-Петербурге, большой вклад в укрепление спортивных традиций, физического и духовного здоровья горожан. Почётным знаком награждаются граждане Российской Федерации: физкультурные работники, спортсмены, а также любители спорта, внесшие большой вклад в развитие физкультурного движения и достигшие 50-летнего возраста. | Положение о почётном знаке «Ветеран спорта Санкт-Петербурга» |

### Премии Правительства Санкт-Петербурга
| Изображение награды | Наименование награды | Дата учреждения      | Правила награждения | Источник |
| ------------------- | --- | -------------------- | --- | --- |
|                     | Премия «Педагогические надежды» в сфере дополнительного образования детей | 30 августа 2007 года | Учреждена в целях поощрения наиболее перспективных молодых преподавателей государственных образовательных учреждений дополнительного образования детей в сфере культуры, находящихся в ведении исполнительных органов государственной власти Санкт-Петербурга, а также в целях повышения престижа педагогической профессии. Премия присуждается ежегодно на основании решения Экспертного совета по присуждению премий Правительства Санкт-Петербурга «Педагогические надежды» в сфере дополнительного образования детей по результатам конкурса на соискание премий. Премии присуждаются в следующих номинациях: - «Открытый урок» - «Учитель-музыкант», - «Учитель-художник», - «Мои ученики» - «Моя методика». | Постановление Правительства Санкт-Петербурга от 30.08.2007 N 1078 «Об учреждении премий Правительства Санкт-Петербурга „Педагогические надежды“ в сфере дополнительного образования детей» |
|                     | Премия за лучший инновационный проект, реализуемый в рамках кластера | 10 ноября 2009 года  | учреждена в целях развития кластеров в Санкт-Петербурге, разработки инновационных проектов, направленных: - на развитие кооперации и активизацию сотрудничества между промышленными, научными и образовательными организациями; - на содействие экспорту инновационной продукции организаций; - на развитие кооперации в области научно-исследовательских, опытно-конструкторских работ, в том числе коммерциализации технологий; - на разработку и реализацию образовательных программ основного и дополнительного профессионального образования. | Постановление Правительства Санкт-Петербурга от 10 ноября 2009 года № 1255 «О премии Правительства Санкт-Петербурга за лучший инновационный проект, реализуемый в рамках кластера» (с изменениями на 28 декабря 2012 года) |
|                     | Премия за отличное исполнение обязанностей по охране правопорядка на территории Санкт-Петербурга | 13 ноября 2010 года  | Учреждена в целях стимулирования лиц, участвующих в обеспечении правопорядка в Санкт-Петербурге и исполняющих обязанности по противодействию преступности и профилактики правонарушений на территории Санкт-Петербурга. | Постановление Правительства Санкт-Петербурга от 13 ноября 2010 года № 1511 «О премиях Правительства Санкт-Петербурга за отличное исполнение обязанностей по охране правопорядка на территории Санкт-Петербурга» (с изменениями на 3 декабря 2012 года) |
|                     | Премия коллективам государственных учреждений культуры, финансируемых за счёт средств бюджета Санкт-Петербурга                                                                                               | 20 июня 2006 года    | Премии коллективам театров присуждаются ежегодно в следующих номинациях: - «За достижения в развитии драматического театрального искусства»; - «За достижения в развитии музыкального театрального искусства»; - «За достижения в развитии театрального искусства для детей». Премии коллективам концертных организаций присуждаются ежегодно в следующих номинациях: - «За сохранение и развитие музыкального искусства»; - «За популяризацию классического искусства». Премии коллективам организаций кинематографии присуждаются ежегодно в номинации «За пропаганду киноискусства». Премии коллективам библиотек присуждаются ежегодно в следующих номинациях: - «За достижения в области библиотечно-информационного сетевого взаимодействия»; - «За достижения в области библиотечного обслуживания социально незащищенных слоев населения Санкт-Петербурга»; - «За достижения в области развития детского чтения». Премии коллективам музеев присуждаются ежегодно в следующих номинациях: - «За достижения в экспозиционно-выставочной работе»; - «За сохранение и изучение культурно-исторического наследия»; - «За достижения в работе с детьми». Премии коллективам культурно-досуговых организаций присуждаются ежегодно в номинации «За сохранение и развитие народного и любительского творчества». | Постановление Правительства Санкт-Петербурга от 20 июня 2006 года № 733 «О премиях Правительства Санкт-Петербурга коллективам государственных учреждений культуры, финансируемых за счет средств бюджета Санкт-Петербурга» (с изменениями на 11 октября 2012 года)                                                                                            |
|                     | Премии в области журналистики | 26 августа 2010 года | Премии присуждаются по следующим номинациям: - «Лучшие телепрограммы»; - «Лучшие радиопередачи»; - «Лучшие публикации в городских печатных средствах массовой информации»; - «Лучший медийный проект, реализованный информационным агентством»; - «Лучшая публикация в детской, юношеской и студенческой прессе»; - «Лучший медийный проект, реализованный в сетевом издании»; - «Лучший медийный проект года». | Премия Правительства Санкт-Петербурга в области журналистики |
|                     | Премия «Лучший по профессии в сфере торговли и услуг Санкт-Петербурга» | 8 августа 2013 года  | Присуждение премии осуществляется по результатам конкурса на соискание премии Правительства Санкт-Петербурга «Лучший по профессии в сфере торговли и услуг Санкт-Петербурга» на основании решения комиссии по присуждению премии. | Постановление Правительства Санкт-Петербурга от 08.08.2012 N 803 «Об учреждении премии Правительства Санкт-Петербурга „Лучший по профессии в сфере торговли и услуг Санкт-Петербурга“» |
|                     | Премии за выдающиеся научные результаты в области науки и техники | 21 ноября 2005 года  | Премии присуждаются ежегодно ко Дню города — Дню основания Санкт-Петербурга — 27 мая в следующих номинациях: - математика и механика — премия им. П. Л. Чебышева; - физика и астрономия — премия им. А. Ф. Иоффе; - химические науки — премия им. Д. И. Менделеева; - материаловедение — премия им. Д. К. Чернова; - геологические, геофизические науки и горное дело — премия им. А. П. Карпинского; - география, науки об атмосфере и гидросфере — премия им. М. И. Будыко; - биологические науки — премия им. Н. И. Вавилова; - физиология и медицина — премия им. И. П. Павлова; - филологические науки — премия им. С. Ф. Ольденбурга; - общественные науки — премия им. В. В. Новожилова; - технические науки — премия им. А. Н. Крылова; - электро- и радиотехника, электроника и информационные технологии — премия им. А. С. Попова; - естественные и технические науки — премия им. Л.Эйлера; - гуманитарные и общественные науки — премия им. Е. Р. Дашковой; - исторические науки — премия им. Е. В. Тарле. | Премии Правительства Санкт-Петербурга «За выдающиеся научные результаты в области науки и техники» |
|                     | Премия победителям конкурса грантов для студентов вузов, расположенных на территории Санкт-Петербурга, аспирантов вузов, отраслевых и академических институтов, расположенных на территории Санкт-Петербурга | 25 июня 2010 года    | Присуждается победителям конкурса грантов для студентов вузов | Постановление Правительства Санкт-Петербурга от 25 июня 2010 года № 823 «О премиях Правительства Санкт-Петербурга победителям конкурса грантов для студентов вузов, расположенных на территории Санкт-Петербурга, аспирантов вузов, отраслевых и академических институтов, расположенных на территории Санкт-Петербурга» (с изменениями на 19 июня 2012 года) |
|                     | Премии «Лучший врач года» и «Лучший медицинский работник года со средним профессиональным образованием» | 8 июня 2010 года     | Учреждены для поощрения медицинских работников Санкт-Петербурга | Постановление Правительства Санкт-Петербурга от 8 июня 2010 года № 754 «О премиях Правительства Санкт-Петербурга „Лучший врач года“ и „Лучший медицинский работник года со средним профессиональным образованием“» (с изменениями на 6 июня 2013 года) |
|                     | Премия «Золотым и бриллиантовым юбилярам супружеской жизни» | 25 апреля 2005 года  | Премия устанавливается гражданам Российской Федерации, прожившим в зарегистрированном браке 50 и 60 лет, постоянно зарегистрированным по месту жительства в Санкт-Петербурге | Постановление Правительства Санкт-Петербурга от 25 апреля 2005 года № 549 «О премии Правительства Санкт-Петербурга „Золотым и бриллиантовым юбилярам супружеской жизни“» (с изменениями на 25 апреля 2012 года) |
|                     | Премия за выдающиеся достижения в области высшего и среднего профессионального образования" | 23 мая 2006 года     | Премии присуждаются за: - развитие инновационной деятельности в образовательном учреждении; - организационные решения по повышению качества подготовки специалистов; - научные достижения, способствующие повышению качества подготовки специалистов и кадров высшей квалификации; - учебно-методическое обеспечение учебного процесса, направленное на повышение качества подготовки специалистов; - в области интеграции образования, науки и промышленности; - в области воспитательной работы со студентами, развития их профессиональных навыков; - за особые успехи в области подготовки творческих работников для организаций культуры и искусства. | Постановление Правительства Санкт-Петербурга от 23 мая 2006 года № 609 «О премиях Правительства Санкт-Петербурга за выдающиеся достижения в области высшего и среднего профессионального образования» (с изменениями на 23 апреля 2013 года) |
|                     | Премии в области литературы, искусства и архитектуры | 18 мая 2004 года     | Присуждаются за выдающийся вклад в развитие культуры и искусства Санкт-Петербурга, а также за наиболее талантливые, отличающиеся новизной и оригинальностью произведения литературы, искусства и архитектуры, получившие общественное признание и вносящие значительный вклад в художественную культуру России и культурное наследие Санкт-Петербурга. | Премии Правительства Санкт-Петербурга в области литературы, искусства и архитектуры |
|                     | Премия «Лучший работник учреждения социального обслуживания населения» | 31 декабря 2010 года | Премии присуждаются по итогам специального конкурса. Конкурс проводится по номинациям: - «Лучший работник в сфере социального обслуживания граждан пожилого возраста»; - «Лучший работник в сфере социальной и профессиональной реабилитации инвалидов и детей-инвалидов»; - «Лучший работник в сфере социального обслуживания семьи и детей»; - «Лучший работник в сфере стационарного социального обслуживания населения»; - «Лучший работник в сфере нестационарного социального обслуживания населения»; - «Лучший работник в сфере социальной адаптации отдельных категорий граждан». | Постановление Правительства Санкт-Петербурга от 31 декабря 2010 года № 1860 «О премиях Правительства Санкт-Петербурга „Лучший работник учреждения социального обслуживания населения“» (с изменениями на 29 апреля 2013 года) |
|                     | Премия педагогам-наставникам, подготовившим победителей и призёров, международных и всероссийских олимпиад школьников                                                                                        | 4 октября 2010 года  | Премии педагогам-наставникам, подготовившим победителей и призёров международных олимпиад школьников, устанавливаются в количестве не более 10 в размере 100 тысяч рублей каждая. | Постановление Правительства Санкт-Петербурга от 04.10.2010 № 1313 «О премии Правительства Санкт-Петербурга педагогам-наставникам, подготовившим победителей и призёров, международных и всероссийских олимпиад школьников» |
|                     | Премии «Лучшее общественное объединение, участвующее в обеспечении правопорядка в Санкт-Петербурге» и «Лучший дружинник Санкт-Петербурга»                                                                    | ???                  | Учреждена в целях поддержки общественных объединений, участвующих в обеспечении правопорядка в Санкт-Петербурге. Премии «Лучший дружинник Санкт-Петербурга» учреждаются в целях поощрения граждан, участвующих в обеспечении правопорядка в Санкт-Петербурге. | Премии Правительства Санкт-Петербурга «Лучшее общественное объединение, участвующее в обеспечении правопорядка в Санкт-Петербурге» и «Лучший дружинник Санкт-Петербурга» |
|                     | Премия «Лучший инспектор по делам несовершеннолетних в Санкт-Петербурге» | 23 декабря 2011 года | Присуждается инспекторам по результатам конкурса | Постановление Правительства Санкт-Петербурга от 23 декабря 2011 года № 1757 «О премиях Правительства Санкт-Петербурга „Лучший инспектор по делам несовершеннолетних в Санкт-Петербурге“» |
|                     | Премия «Лучший участковый уполномоченный полиции в Санкт-Петербурге» | 19 октября 2010 года | Присуждается участковым уполномоченным по результатам конкурса | Постановление Правительства Санкт-Петербурга от 19 октября 2010 года № 1398 О премиях Правительства Санкт-Петербурга «Лучший участковый уполномоченный полиции в Санкт-Петербурге» (с изменениями на 12 декабря 2011 года и с изменениями, вступившими в силу с 1 января 2012 года)                                                                           |
|                     | Премия «Юные дарования» | 6 апреля 2004 года   | Для учащихся и студентов образовательных учреждений культуры достигших значительных успехов в учёбе, а также в целях выявления, начиная со школьного возраста, художественно и музыкально одарённой творческой молодежи. Премия может быть присуждена ансамблю. | Премия Правительства Санкт-Петербурга «Юные дарования» |

### Памятные медали
| Изображение награды | Наименование награды                                                                     | Дата учреждения      | Правила награждения | Источник |
| ------------------- | ---------------------------------------------------------------------------------------- | -------------------- | --- | --- |
|                     | Памятная медаль «В честь 60-летия полного освобождения Ленинграда от фашистской блокады» | 16 января 2004 года  | Памятная медаль «В честь 60-летия полного освобождения Ленинграда от фашистской блокады» вручалась от имени Губернатора Санкт-Петербурга — жителям города: - награждённым медалью «За оборону Ленинграда»; - награждённым знаком «Жителю блокадного Ленинграда». Памятная медаль не является государственной наградой Российской Федерации и наградой Санкт-Петербурга, носится на правой стороне груди ниже государственных и ведомственных наград. Основанием для вручения памятной медали «В честь 60-летия полного освобождения Ленинграда от фашистской блокады» являлось награждение медалью «За оборону Ленинграда» или знаком «Жителю блокадного Ленинграда», подтверждённое удостоверением к медали или знаку. | Об учреждении памятной медали «В честь 60-летия полного освобождения Ленинграда от фашистской блокады» --- О самой награде ---                                                                                                  |
|                     | Памятная медаль «В честь 65-летия полного освобождения Ленинграда от фашистской блокады» | 16 декабря 2008 года | Памятная медаль «В честь 65-летия полного освобождения Ленинграда от фашистской блокады» вручалась от имени Губернатора Санкт-Петербурга — жителям города: - награждённым медалью «За оборону Ленинграда»; - награждённым знаком «Жителю блокадного Ленинграда». Памятная медаль не является государственной наградой Российской Федерации и наградой Санкт-Петербурга, носится на правой стороне груди ниже государственных и ведомственных наград. Основанием для вручения памятной медали «В честь 65-летия полного освобождения Ленинграда от фашистской блокады» являлось награждение медалью «За оборону Ленинграда» или знаком «Жителю блокадного Ленинграда», подтверждённое удостоверением к медали или знаку. | Постановление Правительства Санкт-Петербурга от 16 декабря 2008 года № 1558 --- Об учреждении памятной медали «В честь 65-летия полного освобождения Ленинграда от фашистской блокады» ---                                      |
|                     | Памятный знак «В честь 70-летия полного освобождения Ленинграда от фашистской блокады»   | 16 октября 2013 года | Награда Правительства Санкт-Петербурга — памятный знак «В честь 70-летия полного освобождения Ленинграда от фашистской блокады» учреждена в связи с 70-летием полного освобождения Ленинграда от фашистской блокады. Памятный знак вручается гражданам Российской Федерации, имеющим место жительства в Санкт-Петербурге, из числа лиц: - награждённых медалью «За оборону Ленинграда»; - награждённых знаком «Жителю блокадного Ленинграда». Награждённым памятным знаком производиться единовременная денежная выплата. Памятный знак носится на правой стороне груди ниже государственных и ведомственных наград. | Постановление Правительства Санкт-Петербурга от 16 октября 2013 года № 799 "О награде Санкт-Петербурга — памятном знаке «В честь 70-летия полного освобождения Ленинграда от фашистской блокады» ---                            |
|                     | Памятный знак «В честь 75-летия полного освобождения Ленинграда от фашистской блокады»   | 10 октября 2018 года | Награда Правительства Санкт-Петербурга — памятный знак «В честь 75-летия полного освобождения Ленинграда от фашистской блокады» учреждена в связи с 75-летием полного освобождения Ленинграда от фашистской блокады. Памятный знак вручается: Гражданам Российской Федерации, иностранным гражданам и лицам без гражданства, имеющим место жительства в Санкт-Петербурге, из числа лиц: - награждённых медалью «За оборону Ленинграда», - награждённых знаком «Жителю блокадного Ленинграда». Гражданам Российской Федерации, иностранным гражданам и лицам без гражданства, проживающим в субъектах Российской Федерации (кроме Санкт-Петербурга), из числа лиц: - награждённых медалью «За оборону Ленинграда», - награждённых знаком «Жителю блокадного Ленинграда». Гражданам Российской Федерации, иностранным гражданам и лицам без гражданства, проживающим за пределами территории Российской Федерации, из числа лиц: - награждённых медалью «За оборону Ленинграда», - награждённых знаком «Жителю блокадного Ленинграда». | Постановление Правительства Санкт-Петербурга от 10 октября 2018 года № 799 «О награде Правительства Санкт-Петербурга - памятном знаке "В честь 75-летия полного освобождения Ленинграда от фашистской блокады"» ---             |
|                     | Почётный знак «В честь 80-летия полного освобождения Ленинграда от фашистской блокады»   | 9 декабря 2022 года  | Награда Правительства Санкт-Петербурга — почётный знак «В честь 80-летия полного освобождения Ленинграда от фашистской блокады» является формой поощрения Правительства Санкт-Петербурга в связи с 80-летием полного освобождения Ленинграда от фашистской блокады. Претендентами на награждение почетным знаком являются: - Граждане Российской Федерации, иностранные граждане и лица без гражданства, имеющие место жительства в Санкт-Петербурге, из числа лиц, награжденных медалью «За оборону Ленинграда» или знаком «Жителю блокадного Ленинграда» или являющихся получателями дополнительных мер социальной поддержки в соответствии с подпунктами 1 и 3 пункта 1 статьи 70-3 Закона Санкт-Петербурга от 09.11.2011 № 728-132 «Социальный кодекс Санкт-Петербурга». - Граждане Российской Федерации, иностранные граждане и лица без гражданства, проживающие в субъектах Российской Федерации (кроме Санкт-Петербурга), из числа лиц, награжденных медалью «За оборону Ленинграда» или знаком «Жителю блокадного Ленинграда». - Граждане Российской Федерации, иностранные граждане и лица без гражданства, проживающие за пределами территории Российской Федерации, из числа лиц, награжденных медалью «За оборону Ленинграда» или знаком «Жителю блокадного Ленинграда». | Постановление Правительства Санкт-Петербурга от 9 декабря 2022 года № 1174 «О награде Правительства Санкт-Петербурга — почётном знаке "В честь 80-летия полного освобождения Ленинграда от фашистской блокады"» ---             |
|                     | Памятная медаль «Колпино город воинской славы»                                           | 22 августа 2012 года | Памятная медаль «Колпино город воинской славы» учреждена в честь присвоения городу Колпино (в составе Санкт-Петербурга) почётного звания Российской Федерации «Город воинской славы» и установления муниципальным Советом в честь этого события памятной даты. Памятная медаль является знаком признательности лицам, внёсшим выдающийся вклад в социально-экономическое развитие МО город Колпино, в том числе в области градостроительства, благоустройства, образования, здравоохранения, культуры, спорта, науки, искусства, духовного и нравственного развития общества. Критерием оценки выдающегося вклада является наличие письменного ходатайства трудового коллектива организации независимо от организационно-правовой формы, органа государственной власти, ходатайства общественной организации, находящихся на территории МО город Колпино. Памятной медалью награждаются граждане, проживающие, работающие на территории МО город Колпино. Памятная медаль может быть вручена также почётным гостям города Колпино. Почётными гостями города Колпино являются делегаты городов, которым присвоены почётные звания Российской Федерации «Город воинской славы», делегаты городов партнёров Колпинского района Санкт-Петербурга.                                         | Решение муниципального Совета внутригородского муниципального образования Санкт-Петербурга город Колпино от 22 августа 2012 года № 256 "Об утверждении Положения "О награждении памятной медалью «Колпино город воинской славы» |
|                     | Памятный знак «Кронштадт – Город воинской славы»                                         | 2012 года            | Памятный знак «Кронштадт — Город воинской славы» учреждён в честь присвоения, Указом Президента Российской Федерации № 462 от 27 апреля 2009 года, городу Кронштадту (в составе Санкт-Петербурга) почётного звания Российской Федерации «Город воинской славы». | Решение муниципального Совета внутригородского муниципального образования Санкт-Петербурга город Кронштадт |
|                     | Памятный знак «Ломоносов – Город воинской славы»                                         | 28 февраля 2013 года | Памятный знак «Ломоносов — Город воинской славы» учреждён в честь присвоения, Указом Президента Российской Федерации № 1457 от 03 ноября 2011 года, городу Ломоносову (в составе Санкт-Петербурга) почётного звания Российской Федерации «Город воинской славы». Памятный знак вручается на торжественных мероприятиях: ветеранским организациям; воинским частям; поисковым отрядам; учреждениям, организациям, располагающимся на территории муниципального образования город Ломоносов и внесших вклад в социально-экономическое и научное развитие города Санкт-Петербурга и страны; ветеранам Великой Отечественной войны, а также участникам боевых действий, проживающим на территории муниципального образования город Ломоносов, активно участвующих в общественной жизни города; защитникам Ораниенбаумского плацдарма, проживающим на территории Санкт-Петербурга и Ленинградской области; городам воинской славы, при проведении совместных мероприятий; органам государственной власти и их должностным лицам. Награждение памятным знаком оформляется постановлением Главы муниципального образования город Ломоносов и вручается Главой муниципального образования город Ломоносов либо иным лицом по его поручению.                                                   | Решение муниципального Совета внутригородского муниципального образования Санкт-Петербурга город Ломоносов от 28 февраля 2013 года № 442 "О принятии Положения "О памятном знаке «Ломоносов — Город воинской славы»             |

### Ведомственные и муниципальные награды
Комитеты, службы и управления могут награждать Почётной грамотой и благодарностью. Администрации районов Санкт-Петербурга могут иметь Знак отличия за заслуги перед районом Санкт-Петербурга, почётную грамоту и благодарность.

## Награды Законодательного Собрания Санкт-Петербурга
| Изображение награды | Наименование награды                                                       | Дата учреждения     | Правила награждения | Источник |
| ------------------- | -------------------------------------------------------------------------- | ------------------- | --- | --- |
|                     | Почётный знак «За безупречную службу Санкт-Петербургу» I, II и III степени | 24 апреля 2014 года | Награждаются граждане Российской Федерации за особые заслуги перед Санкт-Петербургом и многолетнюю плодотворную деятельность, направленную на развитие Санкт-Петербурга, в органах государственной власти Санкт-Петербурга, государственных органах Санкт-Петербурга, государственных учреждениях Санкт-Петербурга и государственных предприятиях Санкт-Петербурга. | Постановление Санкт-Петербурга о почетных знаках «За безупречную службу Санкт-Петербургу» и «За особый вклад в развитие Санкт-Петербурга» |
|                     | Почётный знак «За особый вклад в развитие Санкт-Петербурга»                | 24 апреля 2014 года | Награждаются лица за особые заслуги перед Санкт-Петербургом в профессиональной или общественной деятельности. | Постановление Санкт-Петербурга о почётных знаках «За безупречную службу Санкт-Петербургу» и «За особый вклад в развитие Санкт-Петербурга» |
|                     | Благодарность Законодательного Собрания Санкт-Петербурга                   | 31 мая 1995 года    | Награждаются граждане, предприятия, учреждения и организации, в том числе иностранные, за успехи и заслуги в области экономического и социального развития города. | Постановление О Положении о Благодарности и Почётном дипломе Законодательного Собрания Санкт-Петербурга                                   |
|                     | Почётный диплом Законодательного Собрания Санкт-Петербурга                 | 31 мая 1995 года    | Награждаются жители города, российские и иностранные граждане, лица без гражданства, коммерческие и некоммерческие организации любых организационно-правовых форм за их выдающийся вклад в экономическое, научное и культурное развитие города. | Постановление О Положении о Благодарности и Почётном дипломе Законодательного Собрания Санкт-Петербурга                                   |